# La geometria del Faraone
La geometria del Faraone è un breve racconto per giovani lettori il cui protagonista è un bambino dell'antico Egitto. La storia è stata illustrata da Desideria Guicciardini, poco prima di ricevere il premio Andersen e scritta da Anna Cerasoli divulgatrice scientifica specializzata nell'educazione matematica dei più piccoli.

## Caratteristiche
Il libro edito da Emme Edizioni è stato pubblicato in prima edizione nel 2013. Ha avuto poi successive edizioni e pubblicazioni in diverse lingue. È stato accolto con favore di pubblico e di critica ispirando anche attività scolastiche nella scuola primaria.

## Trama
Il piccolo Ames porta lo stesso nome dello scriba del Papiro di Rhind: è un bambino che abita con i genitori in una bella casa di mattoni con vista sul Nilo a una certa distanza da Tebe. In città si trova il Faraone, intento a seguire i lavori per la costruzione di una piramide. Suo padre, Imotep, il miglior tenditore di corde d'Egitto, è stato scelto per iniziare la costruzione del monumento. Per questo ha dovuto lasciare la famiglia. È partito per Tebe portando con se i suoi due assistenti; lo aiuteranno nel cantiere tendendo le corde per ottenere linee dritte, secondo le sue disposizioni. Il lettore apprende questa storia dallo stesso Ames che la sta scrivendo su un papiro. È un compito assegnatogli dallo scriba, suo maestro. Deve raccontare un episodio importante della sua vita. Il piccolo egiziano ha scelto l'episodio che ha indotto il Faraone a fargli un dono eccezionale e inaspettato. Partito il padre, Ames suo fratello Amose e le sorelle Nefertiri e Nefertari, tra vari giochi, usano uno strumento di lavoro lasciato dal padre, poco più di una semplice corda; vincolandola scoprono una meravigliosa curva che ricorda loro il sole e la luna piena e che chiamano "basta-bisticci" perché gli permette di giocare senza litigare. 
Poiché il padre tarda a tornare, Ames e i suoi fratelli decidono di andare a Tebe per raggiungerlo. Il viaggio via fiume è pericoloso e necessita di una barca. Per questo si rivolgono al loro vicino Nasim, il quale però si trova nei guai: la piena del Nilo infatti ha inondato il suo orto e ora, vista l'assenza di Imotep, non sa come ricostruire i confini tra gli orti. Nasim offre la sua barca ai ragazzi a patto però che i giovani riescano a ripristinare la forma quadrata del suo orto come avrebbe fatto il loro genitore. I fratellini che non sono tenditori, sono in difficoltà: cercano in tutti modi di far funzionare le corde del padre. Dopo tentativi ed errori, con la "corda squadra", un anello diviso in 12 parti uguali da altrettanti nodi, riescono a formare un angolo retto. Con questo riescono finalmente a costruire il quadrato che ripristina i confini dell'orto. Felici del successo ottenuto, i quattro partono, senza indugi, alla ricerca del padre. Affrontano con abilità e coraggio il fiume, la tempesta e i feroci coccodrilli. Finalmente raggiungono il padre proprio quando, con i suoi due assistenti sta tracciando le linee che intersecandosi indicheranno il centro a cui corrisponderà, in alto, il vertice della piramide. Il padre, felice, li accoglie e li presenta al Faraone che chiede ad Amos di raccontare come siano giunti fin lì. Il racconto di Amos commuove il Faraone a tal punto da indurlo a donare ai ragazzi uno scarabeo d'oro, un gioiello che al ritorno doneranno alla madre rimasta a casa.

## Edizioni

### italiane
- La geometria del faraone, prima edizione, San Dorligo della Valle, Edizioni Emme, 2013, ISBN 978-88-6714-133-3.
  -  altra edizione, 2019, ISBN 9788867149179.
- È matematico, raccolta di quattro album tra cui La geometria del faraone, Emme edizioni, 2014, ISBN 978-88-6714-316-0, OCLC 908165725.
  -  altra edizione, 2015, OCLC 946473496. 
  -  altra edizione, 2018, OCLC 1153182574.

### estere
- (KO) 파라오의 정사각형 : 이집트 소년 아메스의 재미있는 기하학 이야기, edizione coreana, 서울, 봄나무, 2014, ISBN 9791156130031, OCLC 1236508092.
- (ES) La geometría del faraón, prima edizione spagnola, Madrid, SM, Boadilla del Monte, 2017, ISBN 9788467579161, OCLC 927816949.
  - (ES) terza edizione spagnola, 2015, OCLC 1228724564. 
  - (ES) sesta edizione spagnola, 2019, OCLC 1350425196.
- (ES) La geometría del faraón, prima edizione cilena, Santiago, Ediciones SM Chile S.A, 2015, OCLC 1318905867.
- (ZH) 埃姆斯的几何花园 / Ai mu si de ji he hua yuan, edizione cinese, Guilin, Guang xi shi fan da xue chu ban she, 2017, ISBN 9787549598069, OCLC 1124076459.
- (PL) Geometria faraona, edizione polacca, Gdańsk, Wydawnictwo Adamada, 2020, ISBN 9788374207836, OCLC 1245443208.